# Orteigova cena

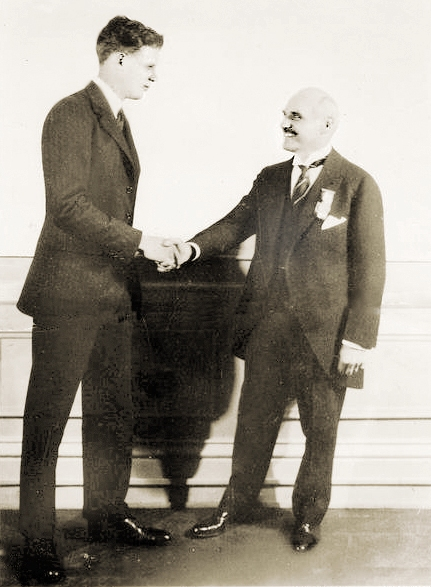
Charles Lindbergh s Raymondem Orteighem (červen 1927)

Orteigova cena byla finanční prémie vypsaná v roce 1919 newyorským hoteliérem Orteigem, pocházejícím z Francie. Měla hodnotu 25 000 dolarů a měla být vyplacena prvnímu letci, který nonstop letem přeletí Atlantský oceán z New Yorku do Paříže nebo obráceným směrem.
Nabídku prémie učinil Orteigh v dopise A. R. Hawleyovi, prezidentu Aero Club of America.
Před úspěšným letem Charlese Lindbergha, který tuto cenu se svým letounem Spirit of St. Louis získal, uskutečnilo několik letců (například Hubert Julian, René Fonck nebo Charles Nungesser) nezávisle na sobě pokusy cenu získat. Po Lindberghově letu se otevřely větší možnosti letecké mezikontinentální dopravě.
Orteigova cena o téměř osmdesát let později inspirovala vypsání Ansari X Prize o 10 milionů dolarů.